# سبيرو
سبيرو وفانتازيو (Spirou et Fantasio) المعروفة أيضا باسم فريد ومفيد، هي سلسلة قصص مصورة فرنسية من رسوم فرانكان (Franquin). على أثر وفاة فرانكان بعد إنهاءه الألبوم 19 ومع عدم الحفاظ على الملكية الفكرية للسلسلة تناوب عدد من المؤلفين على السلسلة مما أدى لانحدار جودة القصص على نحو ملحوظ لكن تواصل نشرها حتى العدد 55.
تسرد السلسلة مغامرات متعددة للصحفي سبيرو (الذي يرتدي زي نادل فندق)، وزميله فانتازيو والمخترع شارد الذهن الكونت شامبيناك. من بين الشخصيات التي ظهرت في هذه السلسلة لتحصل لاحقا على مغامرات خاصة بها المرسوبيلامي وهو حيوان ثديي نادر أصفر ذو ذيل طويل جدا، والصحفي الكسول صاحب الحماقات غاستون لاغاف.

## الترجمة العربية
تم ترجمة بعض مغامرات سبيرو للعربية في مجلة بساط الريح اللبنانية مع تغيير بعض الأسماء: سبيرو وفانتازيو أصبحا فريد ومفيد، والسنجاب سبيب أصبح زبيب، مع تعريب العديد من أسماء الشخصيات الثانوية. حافظ المرسوبيلامي على اسمه كما هو في النسخ العربية. من الجدير بالذكر أن قصص غاستون ترجمت هي الأخرى في بساط الريح (..) أغلب القصص طبعت بالأسود والأحمر فقط.
- 4: «سبيرو والورثة»: ترجمت تحت عنوان «الوارث الوحيد».

نشرت على أجزاء في بساط الريح النشرة الأولى (الستينات)... أعيد نشرها في مجلد واحد في سلسلة «أمتع القصص» في الثمانينات عن بساط الريح في العدد السادس.
- 5: «سبيرو ولصوص المرسوبيلامي»: ترجمت تحت عنوان «فريد ومفيد وسارقو المرسوبيلامي».

نشرت على أجزاء في بساط الريح النشرة الأولى (الستينات)... كان من المراد إعادة نشرها في سلسلة «أمتع القصص» في الثمانينات عن بساط الريح في العدد الثاني عشر، لكن السلسلة توقفت عند العدد التاسع.
صدرت بعض القصص (..) أيضا بالعربية في مجلة بلبل (التي نشرت أيضا قصص سيدريك وبابيروس بأسماء عربية في سنواتها الأولى) وفي مجلة باسم.
وقع إنتاج سلسلة رسوم متحركة من 26 حلقة عن سبيرو تمت دبلجتها للعربية في التسعينات مع الاحتفاظ بنفس الأسماء الأصلية من قبل شركة أردنية. كما وقع دبلجة سلسلتي الرسوم المتحركة الفرنسية المقتبسة عن المرسوبيلامي بواسطة شركة سيتي أرت اللبنانية.